# Boulder Dash
Boulder Dash ime je za videoigru koja je izašla 1984. godine za kućna računala:  Atari 400/800, Apple II, MSX, ZX Spectrum, Commodore 64, i ColecoVision. Kasnije su nastale inačice za NES, BBC Micro, Acorn Electron, PC, Amstrad CPC, Amiga. Mnogi entuzijasti na napravili i svoje inačice Boulder Dasha, kao recimo za računalo Orao, ili za novije platforme i konzole.

## Objekti u igri
- Rockford - glavni protagonist igre kojim igrač/igračica upravlja tokom igre
- Prašina
- Zrak
- Krijesnice
- Dijamanti
- Kamenja
- Leptiri
- Zidovi
- Amebe
- Slina
- Proširivni zidovi
- Magični zidovi

## Serijali
- Boulder Dash (1984.) - originalna igra koja se pojavila na mnogim kućnim računalima
- Boulder Dash (1984.) - Arkadna igra koja je nastala prebacivanjem (portiranjem) koda s kućnih računala na arkadnu platformu. Licencirano od tvrtke Exidy.
- Boulder Dash (1985.) - Arkadna igra
- Boulder Dash II: Rockford's Revenge (1985.)
- Boulder Dash III (1986.)
- Boulder Dash Construction Kit (1986.)